# Remetea Chioarului
Remetea Chioarului – wieś w Rumunii, w okręgu Marmarosz, w gminie Remetea Chioarului. W 2011 roku liczyła 2834 mieszkańców.